# Stefano Tofanelli
Stefano Tofanelli (* 26. September 1750 in Lucca; † 30. November 1812 in Rom) war ein italienischer Maler.

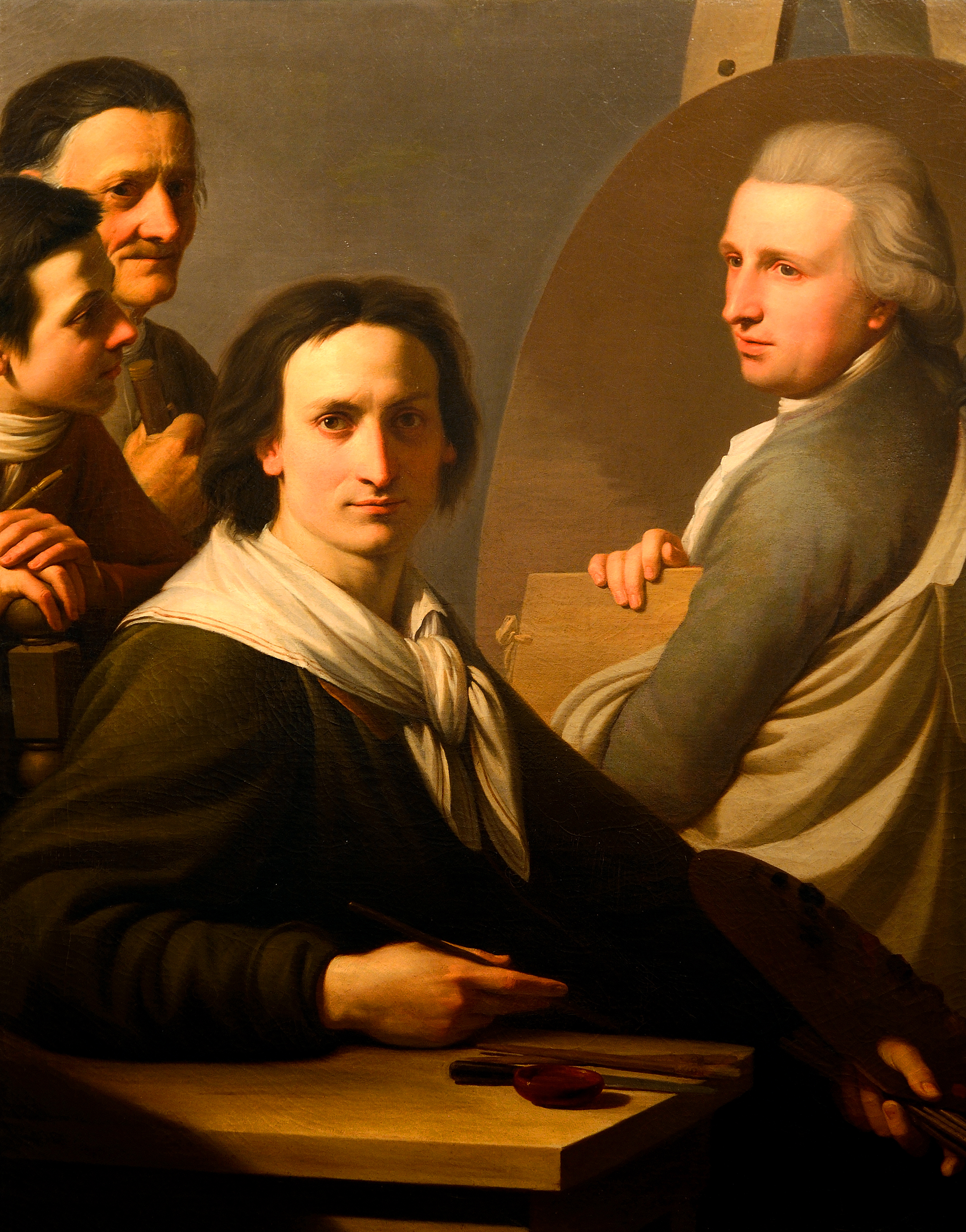
Selbstporträt

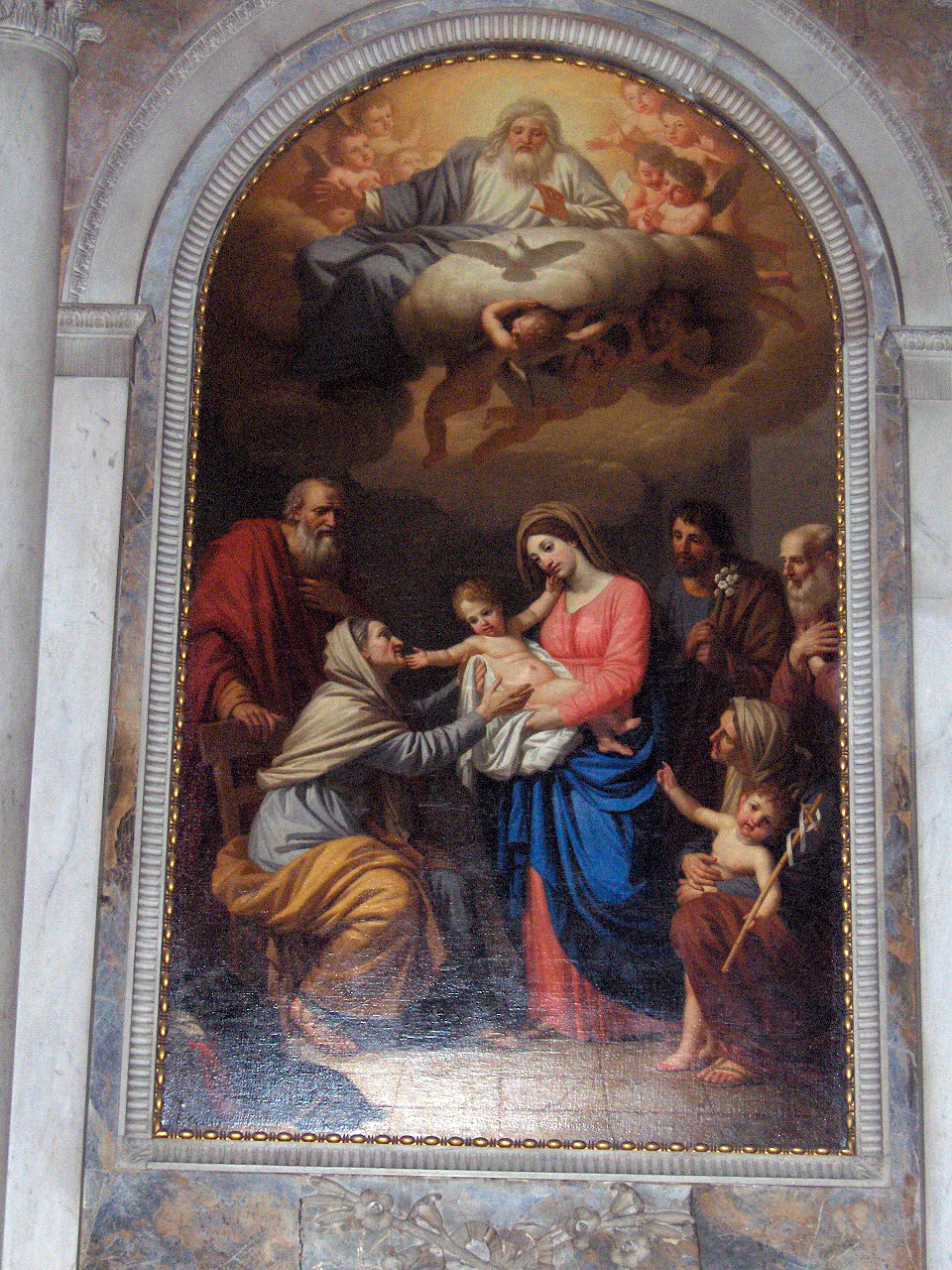
Lucca – San Frediano

## Leben
Stefano Tofanelli ging bei Giuseppe Antonio Luchi in die Lehre, zusammen mit Bernardino Nocchi, mit dem er sich 1769 in Rom niederließ. Beide wurden von Pompeo Batoni nicht als Schüler angenommen, aber es gelang ihnen, in die Schule von Niccolò Lapiccola aufgenommen zu werden, wo er einen barocken Stil mit neoklassizistischen Anklängen entwickelte.
1781 eröffnete er eine Zeichenschule, in der er eine Reihe von Porträts schuf, darunter ein Selbstporträt mit seinem Vater, seinem Bruder Agostino und Bernardino Nocchi. Er entwarf auch die Dekoration des zentralen Saals der Villa Mansi in Segromigno, die die Taten Apollon zum Thema hat. Tofanelli arbeitete abwechselnd in Lucca und Rom und schuf Werke wie die Apotheose des Romulus unter den Göttern im Palazzo Altieri in Rom, für die Kirche Sant’Antonio in Tivoli, die Buonvisi-Kapelle in der Basilika San Frediano in Lucca und viele andere in antiken Villen.
1791 wurde er Mitglied der römischen Akademia di San Luca, in der er zahlreiche Ämter bekleidete.
Ab 1802 ließ er sich endgültig in Lucca nieder, wo er Hofmaler von Elisa Baciocchi wurde, für deren Familie er zahlreiche Porträts malte; einige Jahre lang war er auch ein geschätzter Lehrer an der Akademie für Malerei in Lucca. In dieser Zeit schuf er auch das Gemälde der Himmelfahrt in der Kathedrale von Lucca und ein bedeutendes Werk in der Villa Reale in Marlia, das er bis zu seinem Tod 1812 unvollendet ließ.
1805 wurde er von Napoleon zum Senatur von Lucca ernannt und war auch Ehrenmitglied der Accademia Carrara. In Rom lieferte er als Mitarbeiter für die Stecher der Calcografia Pontifica zahlreiche Vorzeichnungen nach Michelangelo, Raffael, Van Dyck u. a.

## Werke
- Enthauptung des Täufers, Gemälde, dokumentiert in der Kapelle des Heiligen Johannes des Täufers in der Kirche San Nicolò l’Arena in Catania.[1][2]
- Geburt Jesu, Gemälde, dokumentiert in der Kapelle des Jungfrau in der Kirche San Nicolò l’Arena in Catania.[3][2]
- Der Heilige Nikolaus und die Befreiung des Sklaven, Gemälde, dokumentiert in der Kapelle des Heiligen Nikolaus in der Kirche San Nicolò l’Arena in Catania.[4][2]